# Judith Zeidler
Pour les articles homonymes, voir Zeidler.
Judith Ungemach, née Zeidler le 11 mai 1968, est une rameuse championne du monde germano-australienne et médaillée olympique d'or et de bronze.

## Petite enfance et éducation
Zeidler naît à Beeskow, dans le Brandebourg. Elle commence à ramer à l'âge de treize ans au meilleur club d'aviron est-allemand Dynamo Berlin (plus tard Sport Club Berlin)[réf. nécessaire].  

## Carrière
Après trois titres mondiaux juniors, Zeidler remporte la médaille d'or au huit féminin aux Jeux olympiques d'été de 1988. Un an plus tard, elle remporte les titres mondiaux à Bled (Slovénie) dans la paire sans barreur. Aux Jeux olympiques d'été de 1992, elle remporte le bronze au huit féminin avec le huit allemand unifié.

## Famille
Judith Zeidler vit avec son mari, Matthias Ungemach (en) et deux fils et une fille sur les plages du nord de Sydney.
Elle est la tante du rameur Oliver Zeidler.

## Réalisations

### Championnats du monde juniors
- 1984 : Jönköping (SWE) - 1re place (quatre de couple)
- 1986 : Roudnice (CZE) - 1re place (quatre de couple)

### Championnats du monde
- 1989 : Bled (SLO) - 1re place (paire sans barreur)
- 1990 : Lake Barrington (AUS) - 3e place (quatre sans barreur)
- 1991 : Vienne (AUT) - 3e place (quatre sans barreur)

### Jeux olympiques
- 1988 : Séoul (KOR) - 1re place (huit)
- 1992 : Barcelone (SPA) - 3e place (huit)